# مرض مينيترييه
داء مينيترييه (بالإنجليزية: Ménétrier's disease)‏ ويسمى أيضًا التهاب المعدة الضخامي الكبير وهو مرض مجهول السبب،
يتميز بوجود طيات عملاقة في قاع وجسم المعدة وفرط التنسج المخاطي مع ضمور غدي للمعدة قد يترافق مع متلازمة زولينجر-إيليسون، فرط إفراز حمض المعدة بسبب ورم الغاسترين.

## الأعراض
متوسط العمر من للإصابة بهذا المرض هو من 30 إلى 60 سنة. الأفراد بهذا المرض يعانون من آلام في البطن العلوي، في بعض الأحيان مصحوبا بالغثيان والقيء وفقدان الشهية مما يؤدي إلى فقدان الوزن. قد يحدث تنزف غامض في الجهاز الهضمي، ولكن النزيف العلني غير شائع.
ومن الأعراض الشائعة:. ألم في المعدة وخاصة بعد تناول الطعام، إسهال، قيء، فقدان الوزن، وذمة محيطية، فقر الدم.

## الأسباب
سبب مرض مينيترييه غير معروف، ولكن الدراسات تشيؤ إلى ارتباطه مع معاني متعددة (CMV) للعدوى عندالأطفال، وعدوى ملوية بوابية عند البالغين.

## العلاج
العلاج يكون باعطاء بعض الأدوية مثل الالبروستاجلاندين، مثبطات مضخة البروتون، بريدنيزون، ومضادات مستقبلات H2. كما ينبغي اتباع نظام غذائي عالي البروتين ليغني عن فقدان البروتين في المرضى الذين يعانون من نقص ألبومين الدم. في كثير من الاحيان يتم اللجوء إلى العمل الجراحي واستئصال الجزء المتضرر من المعدة، ولكن يجب اتباع حمية غذائية تحتوي على كميات غنية من البروتين.